# ライヴ・ベスト (W.A.S.P.のアルバム)
『ライヴ・ベスト（原題：Live…in the Raw）は、アメリカ合衆国のヘヴィメタル・バンド、W.A.S.P.が1987年に発表したキャリア初のライブ・アルバム。

## 背景
アルバム『エレクトリック・サーカス』（1986年）リリース後のアメリカ・ツアーのうち、カリフォルニア・シアター公演とロングビーチ・アリーナ公演におけるライブ録音が使用された。ただし、ブラッキー・ローレスによれば、大部分はツアー最終日に当たるロングビーチ・アリーナ公演の録音だという。
「マニマル」と「ハーダー・ファスター」はスタジオ・アルバム未収録の新曲で、後者の歌詞は、以前よりW.A.S.P.を槍玉に挙げていたPMRCへ向けられた内容である。また、ホラー映画『グーリーズII』の主題歌「悪魔の叫び」のみスタジオ録音で、ローレスはこの曲に関して「余りにもわざとらしかった」とコメントしている。
スティーヴ・ライリーは本作のリリース前にW.A.S.P.を脱退し、デビュー・アルバムのレコーディングを終えたばかりのL.A.ガンズに加入した。
1998年発売のリマスターCDに収録されたボーナス・トラックは、いずれもシングルB面曲としてリリース済みで、「シュート・フロム・ザ・ヒップ」のライヴ・ヴァージョンと「スリーピング」のアコースティック・ヴァージョンは「悪魔の叫び」、「ウィドウメイカー」と「セックス・ドライヴ」のライヴ・ヴァージョンは「アイ・ドント・ニード・ノー・ドクター」に収録されていた。

## 反響
母国アメリカのBillboard 200では77位を記録。一方、イギリスでは1987年9月26日付の全英アルバムチャートで初登場23位となり、バンド初の全英トップ40アルバムとなった。
本作の先行シングル「悪魔の叫び」は、全英シングルチャートで32位を記録し、バンド初の全英トップ40シングルとなった。また、「アイ・ドント・ニード・ノー・ドクター」のライヴ・ヴァージョンもシングル・カットされて、全英31位に達した。

## 収録曲
特記なき楽曲はブラッキー・ローレス作。
1. エレクトリック・サーカス - Inside the Electric Circus - 4:31
2. アイ・ドント・ニード・ノー・ドクター - I Don't Need No Doctor (Nick Ashford, Valerie Simpson, Jo Armstead) - 3:39
3. ラヴ・マシーン - L.O.V.E. Machine - 4:27
4. ワイルド・チャイルド - Wild Child (Blackie Lawless, Chris Holmes) - 6:01
5. 9.5.-N.A.S.T.Y. - 9.5.-N.A.S.T.Y. (B. Lawless, C. Holmes) - 5:10
6. スリーピング - Sleeping (In the Fire) - 5:26
7. マニマル - The Manimal (B. Lawless, C. Holmes) - 4:43
8. 悪魔の化身 - I Wanna Be Somebody - 6:42
9. ハーダー・ファスター - Harder Faster - 7:19
10. ブラインド・イン・テキサス - Blind in Texas - 5:40
11. 悪魔の叫び（「グーリーズII」のテーマ） - Scream Until You Like It (Paul Sabu, C. Esposito, N. Citron) - 3:25

### 1998年再発盤ボーナス・トラック
1. シュート・フロム・ザ・ヒップ - Shoot from the Hip - 5:14
2. ウィドウメイカー - Widowmaker - 4:35
3. セックス・ドライヴ - Sex Drive (B. Lawless, C. Holmes) - 3:41
4. スリーピング[アコースティック・ヴァージョン] - Sleeping (In the Fire) (Acoustic) - 4:02

## 参加ミュージシャン
- ブラッキー・ローレス - ボーカル、リズムギター
- クリス・ホルムズ - リードギター
- ジョニー・ロッド - ベース、バッキング・ボーカル
- スティーヴ・ライリー - ドラムス、バッキング・ボーカル